# 魏晉楨
魏晉楨，吉林吉林廳人，清朝政治人物。進士出身。
光緒二年（1876年），參加丙子恩科會試，得貢士。殿試登進士2甲第40名。同年五月（6月3日），著分六部學習。